# Jonathan Hay
Jonathan Hay (ur. 12 lutego 1992) – brytyjski lekkoatleta specjalizujący się w biegach średnich i długich.
Odpadł w eliminacjach biegu na 1500 metrów w 2009 roku na mistrzostwach świata juniorów młodszych. W 2011 został brązowym medalistą mistrzostw Europy juniorów w biegu na 5000 metrów. 
Trzykrotnie – w latach 2009-2011 – uczestniczył w mistrzostwach świata w biegach przełajowych jednak nie odniósł podczas tej imprezy większych sukcesów. W 2009, 2010, 2011 i 2013 startował w mistrzostwach Europy w przełajach zdobywając dwukrotnie drużynowy tytuł mistrzowski juniorów (Albufeira 2010 i Velenje 2011) i raz w gronie młodzieżowców (Belgrad 2013). 
Rekord życiowy: bieg na 5000 metrów – 13:57,16 (28 maja 2011, Manchester). 

## Osiągnięcia
| Rok  | Impreza                                   | Miejsce          | Konkurencja        | Pozycja     | Wynik    |
| ---- | ----------------------------------------- | ---------------- | ------------------ | ----------- | -------- |
| 2009 | Mistrzostwa świata w biegach przełajowych | Amman            | bieg juniorów      | 90. miejsce | 27:17    |
| 2009 | Mistrzostwa świata juniorów młodszych     | Tyrol Południowy | bieg na 1500 m     | eliminacje  | 3:55,61  |
| 2009 | Mistrzostwa Europy w biegach przełajowych | Dublin           | bieg juniorów      | 23 miejsce  | 19:18    |
| 2010 | Mistrzostwa świata w biegach przełajowych | Bydgoszcz        | bieg juniorów      | 62. miejsce | 24:53    |
| 2010 | Mistrzostwa Europy w biegach przełajowych | Albufeira        | bieg juniorów      | 14. miejsce | 18:32    |
| 2011 | Mistrzostwa świata w biegach przełajowych | Punta Umbría     | bieg juniorów      | 39. miejsce | 24:35    |
| 2011 | Mistrzostwa Europy juniorów               | Tallinn          | bieg na 5000 m     | 3. miejsce  | 14:07,78 |
| 2011 | Mistrzostwa Europy w biegach przełajowych | Velenje          | bieg juniorów      | 8. miejsce  | 18:09    |
| 2013 | Mistrzostwa Europy w biegach przełajowych | Belgrad          | bieg młodzieżowców | 12. miejsce | 24:24    |
| 2015 | Mistrzostwa świata w biegach przełajowych | Guiyang          | bieg seniorów      | 84. miejsce | 40:05    |
| 2015 | Mistrzostwa Europy w biegach przełajowych | Hyères           | bieg seniorów      | 56. miejsce | 31:57    |
| 2016 | Mistrzostwa Europy                        | Amsterdam        | półmaraton         | 77. miejsce | 1:10:08  |